# Livre soudanaise
Pour les articles homonymes, voir Livre.
La livre soudanaise est la devise officielle du Soudan depuis le 10 janvier 2007. Elle est divisée en cent piastres (qirsh). Son code ISO 4217 est SDG.

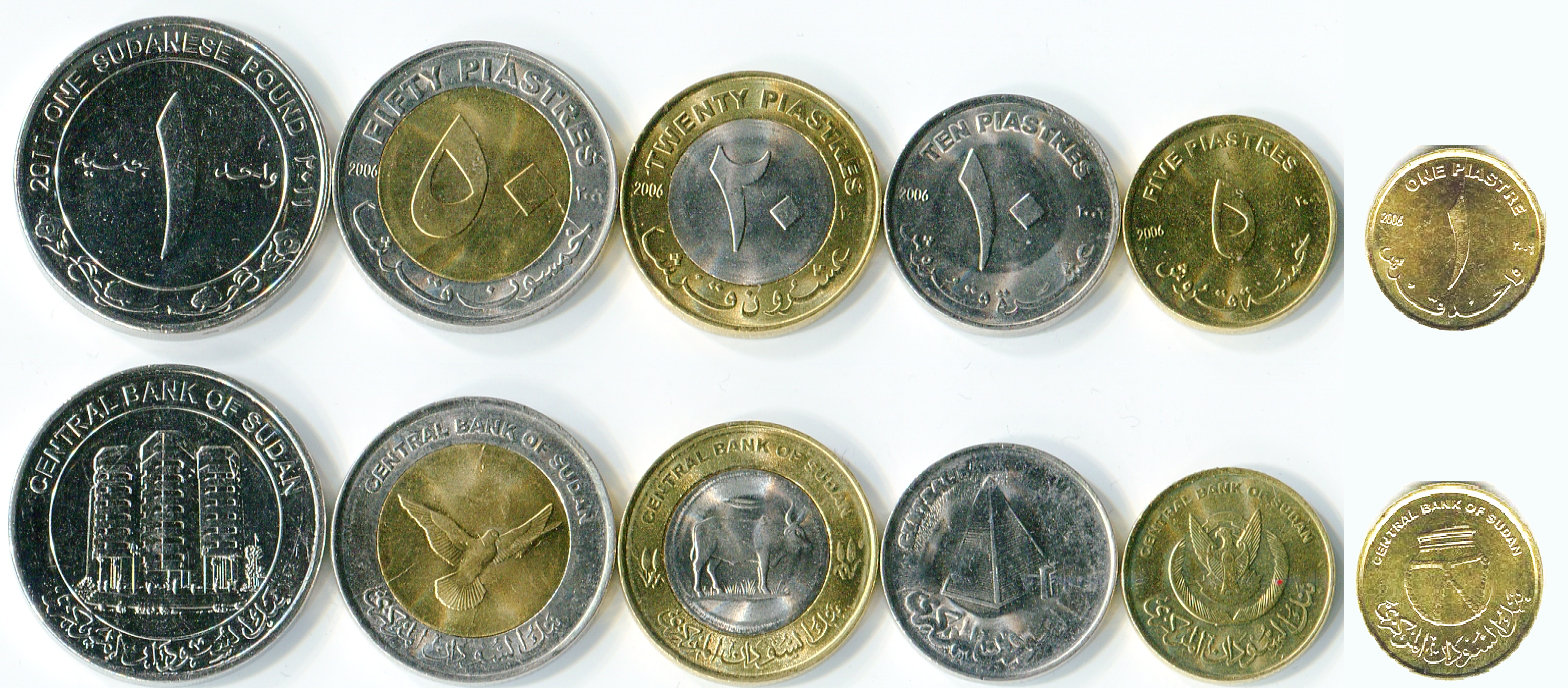
Livre soudanaise

## Historique monétaire

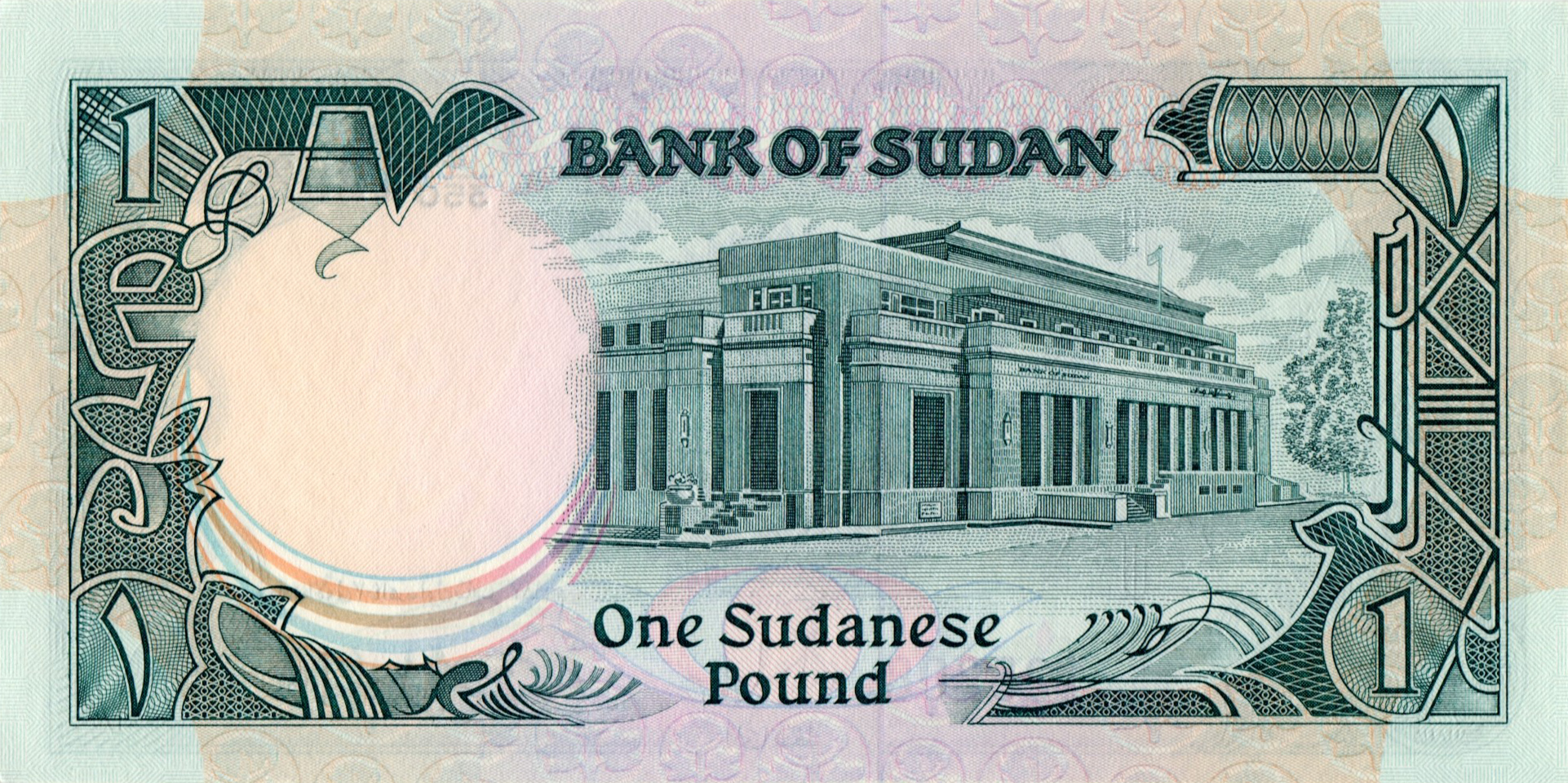
Verso d’un billet de 1 livre soudanaise de la série 1987, représentant le siège de la Banque du Soudan.

### Avant 1956
De 1885 à 1898, le Soudan mahdiste frappe sa propre monnaie, la piastre, remplacée par la livre égyptienne après l'écrasement de cet État par les forces coloniales britanniques qui forment le Soudan anglo-égyptien. Par ailleurs, le sultanat du Darfour émet une piastre entre 1905 et 1916.

### Les livres soudanaises
Avec l'indépendance du Soudan en 1956, est fondée une première livre soudanaise, divisée en 100 piastres (qirsh) ou 1 000 millièmes (mallīmāt), pour succéder à la livre égyptienne, au taux d'une contre une. Son code ISO 4217 est SDP. En 1987, une pièce de 25 piastres fut frappée en laiton de nickel, au format carré avec les coins arrondis, pour célébrer la Banque centrale du Soudan.
Le 8 juin 1992, le dinar soudanais remplace la livre soudanaise au taux d’un dinar pour dix anciennes livres soudanaises. Son code ISO 4217 est SDD.
Le 10 janvier 2007, une deuxième livre soudanaise est introduite, à raison d’une nouvelle livre pour cent dinars (ou mille anciennes livres). Selon la banque centrale du Soudan, le dinar (dont la valeur était équivalente à la piastre actuelle) a été retiré de la circulation six mois plus tard, le 1er juillet 2007.
En 2011, se met en place une troisième livre : face au processus d'indépendance du Soudan du Sud et en prévision d'une baisse significative des revenus pétroliers venant de cette région, l'économie soudanaise se détériore rapidement. En raison de la hausse des prix des denrées alimentaires et de la mauvaise santé des finances de l’État, la valeur de la livre soudanaise connait une baisse sensible durant plusieurs mois. Le président Omar El-Béchir annonce alors le 12 juillet 2011, trois jours après la sécession du Sud qui adoptait sa propre monnaie, la mise en place d'un programme d’urgence d’une durée de trois ans, incluant notamment le remplacement de la livre soudanaise pour une nouvelle unité monétaire. Cette « troisième livre soudanaise » a été mise en circulation le 24 juillet 2011.

## Émissions monétaires depuis 2011
À partir de 2011, seule une pièce de 1 livre a été frappée.
La même année, la première série de billets est fabriquée, pour des valeurs de 2, 5, 10, 20 et 50 livres. En 2018-2019, une nouvelle série est produite, pour des valeurs de 50, 100, 200, 500 et 1 000 livres.